# Triainolepis mandrarensis
Triainolepis mandrarensis là một loài thực vật có hoa trong họ Thiến thảo. Loài này được Homolle ex Bremek. miêu tả khoa học đầu tiên năm 1956.